# Cutuile
Cutuile é uma vila e comuna angolana que se localiza na província do Cuando, pertencente ao município de Dima.
Anteriormente uma comuna do município do Mavinga, em 5 de setembro de 2024 foi transferido para a jurisdição do novo município de Dima.